# Solenopsis carolinensis
Solenopsis carolinensis é uma espécie de formiga do gênero Solenopsis, pertencente à subfamília Myrmicinae.